# Christina Ricci
Christina Ricci, född 12 februari 1980 i Santa Monica i Kalifornien, är en amerikansk skådespelare. Hon fick sitt genombrott som barnskådespelare när hon spelade den morbida Wednesday i Familjen Addams (1991) och Den heliga familjen Addams (1993). Ricci fick sedan sin första huvudroll i familjefilmen Casper (1995) och skulle efter Nu och för alltid (1995) få epitetet goth och bli en tonårsidol. Med filmen The Ice Storm (1997) gick hon som sjuttonåring över till mognare roller och skulle bli unisont hyllad för sina insatser i de båda filmerna Buffalo '66 och The Opposite of Sex som båda kom ut 1998. Hon har sedan dess även haft framträdande roller i filmer som Sleepy Hollow (1999), den oscarsnominerade Monster (2003), Black Snake Moan (2006) och även TV-serier som Yellowjackets och Wednesday.

## Biografi

### Uppväxt
Christina Ricci föddes som den yngsta i en syskonskara på fyra. Modern Sarah (född Murdoch) var model under 1960-talet och sedermera fastighetsmäklare. Hennes far Ralph Ricci hade en varierad karriär med arbeten som gympalärare, advokat, drogrådgivare och primalterapeaut. Ricci beskrev senare sin far som en "misslyckad kultledare". Familjen flyttade till Montclair i New Jersey, och Ricci blev senare antagen till skolan Professional Children's School i New York, en skola för unga skådespelare. Hennes föräldrar separerade under tonåren och hon har varit öppen med sin barndom i intervjuer, särskilt angående hennes föräldrars skilsmässa och hennes ansträngande relation till sin far. Hennes äldre syskon heter Rafael, Dante och Pia.

### Barnskådespelare
Ricci blev först upptäckt av en lokal teaterkritiker när hon som åttaåring medverkade i en skolpjäs av Jultolften. Egentligen hade ett annat barn fått rollen, men Ricci utformade en plan för att själv få rollen, där hon retade barnet så det blev provocerat och slog henne. Ricci skvallrade och som straff fick det andra barnet inte uppträdda. "Jag har alltid varit ambitiös och jag antar att det var första gången det visade sitt fula tryne" har hon senare sagt om händelsen. Strax därefter medverkade hon i ett gäng parodireklamer på Saturday Night Live vilket gav henne medlemskap i det amerikanska skådespelarfacket Screen Actors Guild.
Ricci gjorde sin filmdebut i komedin Kärleksfeber (1990) som egentligen skulle bli den svenske regissören Lasse Hallströms första engelskspråkiga film, men efter att han ville ha en alldeles för mörk ton för filmen, där han bland annat ville att Riccis karaktär skulle begå självmord, fick regissören Richard Benjamin ta över. Emily Lloyd hade ursprungligen fått rollen, men Ricci fick ta över den då hon var mer lik Cher som spelade karaktärens moder i filmen. Ricci mottog en Young Artist Award för sin insats. Hennes genombrott kom när hon spelade den morbida och brådmogna Wednesday i Familjen Addams (1991) och dess uppföljare Den heliga familjen Addams (1993). Tillsammans spelade filmerna in över 300 miljoner dollar och var finansiella succéer. Ricci skulle för den andra filmen anses vara behållningen och fick ett unisont hyllande för sin tolkning. "Hon medför ett djup till sin karaktär, som är väl före hennes ålder" sa tidningen Variety.
Ricci fick sin första huvudroll med familjefilmen Casper (1995). Filmen fick ett mediokert mottagande men blev ändå årets åttonde mest inkomstbringande film. Ricci skulle bli nominerad till en Young Artist Award för sin insats. Hon skulle samma år också ha huvudrollen som pojkflickan Roberta i coming-of-age dramat Nu och för alltid. Den beskrivs ofta som den "kvinnliga versionen" av Stand by Me (1986) och blev sågad när den släpptes men har med tiden fått upprättelse och anses numera vara en kultfilm. Filmen etablerade även Ricci som en tonårsidol. Hon skulle sedan medverka i Anjelica Hustons regidebut Horungen (1996), som hon hade arbetat med förr i Familjen Addams-filmerna. Filmen baserades på romanen med samma namn av Dorothy Allison och blev kritikerrosad, särskilt för sin skildring av sexuella övergrepp mot barn.

### Övergång till vuxna roller
Ricci syntes 1997 i Disneyfilmen Katten också innan hon gick över till mognare roller, vilket började samma år i rollen som den bekymrade och sexuellt nyfikna tonåringen Wendy Hood i The Ice Storm. Natalie Portman hade först fått rollen, men hennes föräldrar tillät inte henne påbörja filmningen för de ansåg att manuset var för provokativt. Ricci fick stora hyllningar för sin rolltolkning, Peter Travers på Rolling Stone skrev: "Synen av tonåringar som tafsar på varandra chockar kanske 90-talets pryda, men Lee hanterar dessa tillfällen med vett och medlidande. De tonåriga medverkande i rollerna gör deras karaktärer stolta, särskilt Ricci står ut. Hennes underbart roliga och rörande framträdande fångar hennes trots och förvirring som kommer med puberteten, är filmens kronjuvel." För sin insats blev hon nominerad till en Young Artist Award.
Ricci hade sedan en liten roll i Fear and Loathing in Las Vegas (1998). Ricci skulle samma år göra två av sina mest framträdande roller i independent filmerna Buffalo '66 och The Opposite of Sex. För båda filmerna skulle Ricci få unisona hyllningar av kritiker. Filmkritikern Roger Ebert skulle kalla henne för både "uppfriskande" och "häpnadsväckande". För sin roll i The Opposite of Sex blev hon nominerad till en Golden Globe för Bästa kvinnliga huvudroll. Rollen skulle några år senare kallas för en av tidernas största oscarsmiss av tidningen Entertainment Weekly. Buffalo '66 återfinns ofta på listor om tidernas bästa independentfilmer. Under inspelningen skulle hon bli ovän med filmens regissör och motspelare Vincent Gallo som ska ha kallat Ricci för en "marionett" och gett kommentarer om hennes vikt. Ricci arbetade aldrig med honom igen.
Ricci skulle ha huvudrollen bredvid Johnny Depp i Sleepy Hollow (1999), regisserad av Tim Burton. För sin roll som Katrina Van Tassel skulle hon mottaga en Saturn Award för Bästa skådespelerska. Hon fick samma år vara värd för sketchprogrammet Saturday Night Live där hon gjorde parodier på Britney Spears och Olsen tvillingarna men programmet skulle få uppmärksamhet för att Ricci omedvetet råkade slå Ana Gasteyer i ansiktet under en sketch. Hon återförenades med Depp redan året därefter i The Man Who Cried. Hon medverkade samma år även i den brutalt sågade Bless the Child. Även hennes nästa film Prozac Nation (2001) skulle bli sågad, men Ricci framställdes som höjdpunkten med filmen. Hon skulle få ett liknande omdöme för sin första producentroll i Pumpkin (2002) där hon även medverkade i huvudrollen. Samma år hade hon en gästroll över sju avsnitt i den sista säsongen av Ally McBeal.

### Monster, problemfilmen Cursed och kontroversiella Black Snake Moan
Ricci skulle sedan medverka i birollen i det biografiska kriminaldramat Monster (2003) där hon spelade Selby Wall, en fiktiv version av Tyria Moore som var flickvän till seriemördaren Aileen Wuornos, porträtterad av Charlize Theron. Ricci tyckte karaktären var hennes totala motsats och blev en utmaning för henne. Hon beskrev arbetet med filmen som mörkt och deprimerande. Filmen blev unisont kritikerrosad och även om Theron stal uppmärksamheten, däribland genom att bli belönad med en Oscar för sin insats, så skulle även Ricci få fin kritik. Theron skulle bland annat nämna henne som en "obesjungen hjälte" i sitt tacktal på Oscarsgalan. Hon skulle samma år medverka i Woody Allen filmen Anything Else, en ovanligt sågad Allen-film. A.O Scott på The New York Times kallade dock Riccis insats för: "vild neurotisk glädje".

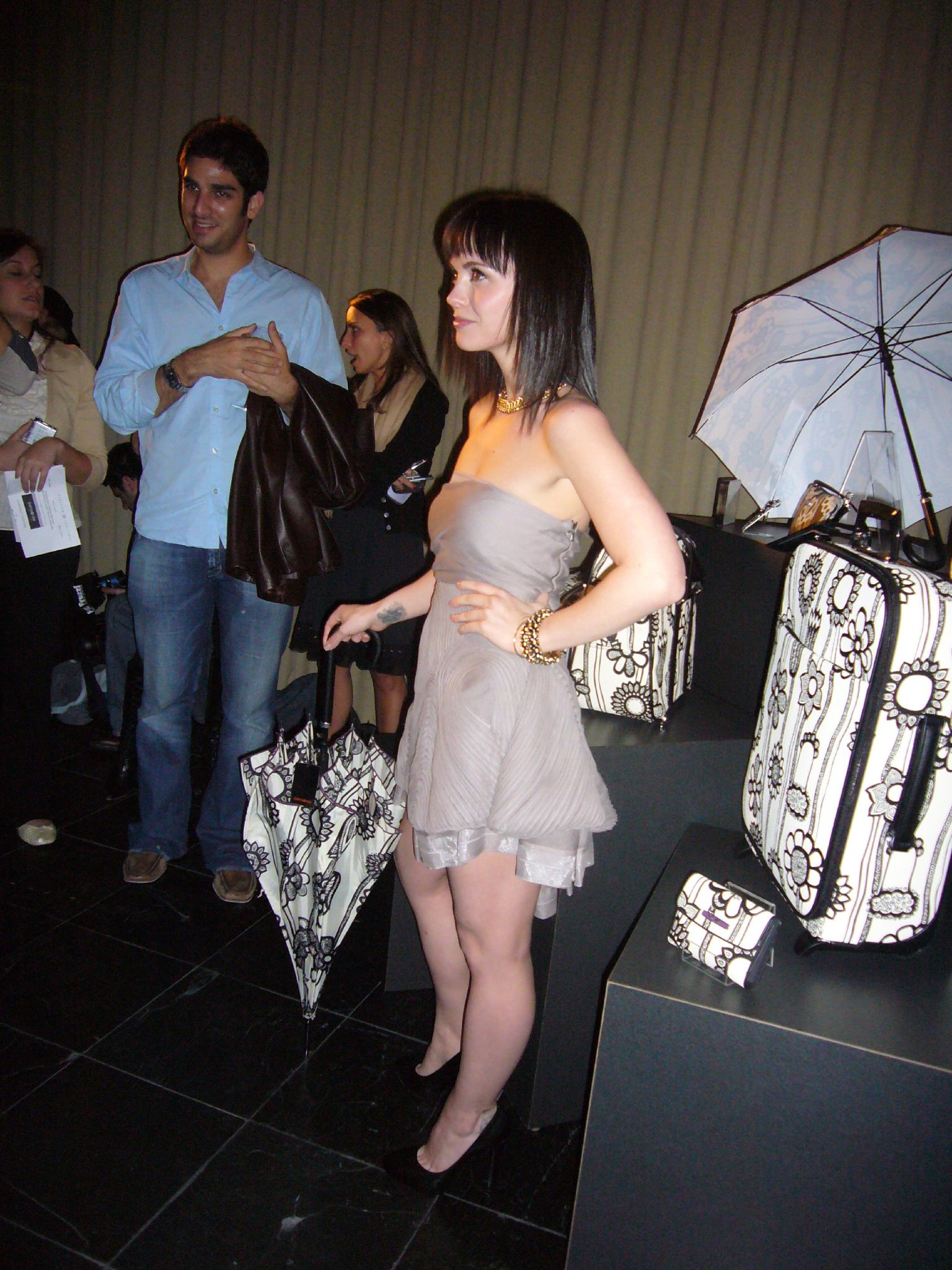
Ricci på ett modelljobb för Samsonite Line, 2007.

Ricci medverkade som huvudroll i den problemdrabbade inspelningen av Cursed (2005), regisserad av Wes Craven. 6 dagar innan filmen var färdiginspelad sattes den på paus för att filmbolagschefer inte var nöjda med slutet. De ville också få den godkänd från 13 år istället för barnförbjuden. Allt filmades till slut om, från originalet behölls bara 12 minuter. Produktionen skulle även få en månads efterarbete med nya scener som blev till en tredje version. Budgeten för filmen sköt från 30 miljoner dollar till över 100 miljoner dollar. Filmen drog inte ens in sin ursprungliga budget och blev sågad. Ricci skulle sedan synas i Penelope (2006), en romantisk komedi inspirerad av legender om "kvinnor med grisansikten" där hon fick bära en näsprotes. Filmen fick ett godkänt mottagande men Ricci skulle än en gång stjäla filmens uppmärksamhet. Variety skrev att Ricci gav: "Det fantasifulla manuset mer att bygga på än vad det annars hade haft." Hon var samma år även gästskådespelare i två avsnitt av Grey's Anatomy vilket gav henne en Emmy Awards nominering för Bästa gästskådespelare i en dramaserie.
År 2006 skulle Ricci även medverka tillsammans med Samuel L. Jackson i Black Snake Moan (2006) där hon spelade nymfomanen Rae Doole. Filmen skulle bli kritikerrosad trots kontroverser kring sitt mörka och exploaterande tema. Skådespelarduon skulle få särskild uppmärksamhet kring sina insatser. Det kallades för Jacksons bästa roll sedan Pulp Fiction (1994). Filmkritikern Nathan Lee beskrev Riccis insats som "imponerande, orädd, specifik och blixtrande engagerad". Inför rollen gick hon ner uppseendeväckande mycket i vikt och åt bara näringsfattig mat för att se ohälsosam ut. Kedjan hon bar i filmen var riktig och vägde 18 kg. Ricci har också beskrivit de råa sexscenerna i filmen var plågsamma att spela in och att hon blev skadad både fysisk och psykisk av dem. Hon var också missnöjd med att filmen marknadsfördes som sexualiserande av våld och har sagt att marknadsföringen av filmen är det värsta som hänt henne i sin karriär. Ricci syntes tillsammans med Jackson samma år även i Home of the Brave.

### Broadwaydebut
Ricci skulle spela Emile Hirsch karaktärs kärleksintresse Trixie i Speed Racer (2008), en storsatsning baserad på den japanska mangaserien med samma namn i regi av syskonen Wachowski. Elisha Cuthbert, Kate Mara och Rose McGowan var alla påtänkta för rollen men gick i slutändan till Ricci, som tackade nej till en roll i TV-serien Entourage för att medverka. Filmen blev sågad och ett finansiellt misslyckande men skulle med tiden få upprättelse och bli en kultfilm. Den har sedan dess också fått epitetet "tidernas mest underskattade film" och även "mästerverk". Hon skulle samma år medverka i antalogifilmen New York, I Love You. Hon skulle sedan synas bredvid Liam Neeson i After.Life (2009) där hon fick ett gott mottagande för sin insats. Hon gjorde sedan sin Broadwaydebut i en uppsättning av Time Stands Still (2010) och trots att Ricci erkände ett ständigt scenskräck under pjäsens fyra månader så beskrev The New York Times henne som "självsäker" och "lockande".

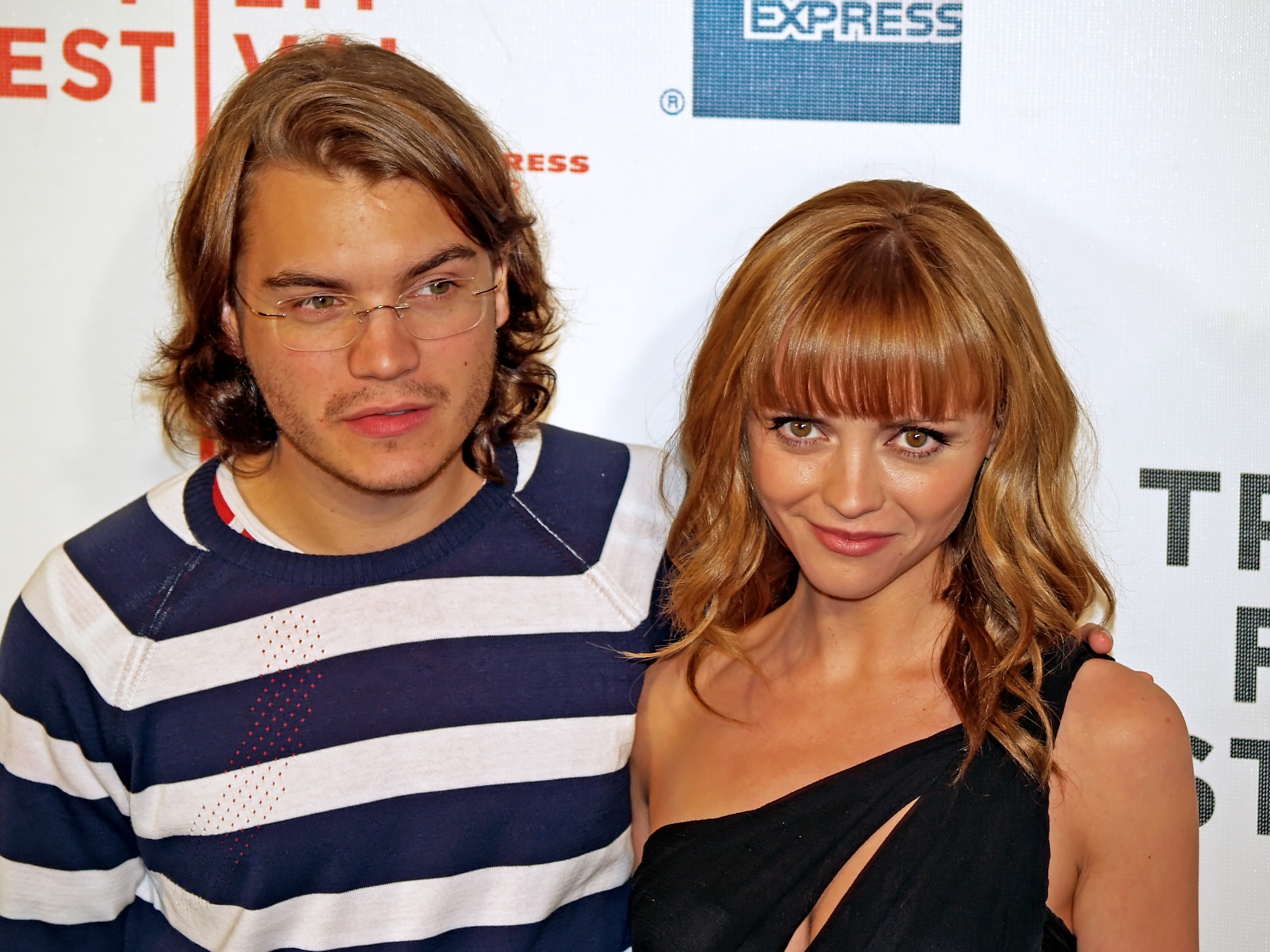
Emile Hirsch och Ricci på premiären av Speed Racer på Tribeca Film Festival 2008.

Ricci syntes sedan som en godhjärtad servitris i komedin Bucky Larson: Born to Be a Star (2011). Filmen blev brutalt sågad men Ricci skulle få fint beröm där Andrew Barker på Variety sa att hon var "mer än filmen förtjänade". Hon hade sedan huvudrollen som flygvärdinnan Margaret "Maggie" Ryan i TV-serien Pan Am (2011-2012). Filmen fick ett mycket gott mottagande men när tittarna till serien uteblev lades den ner efter 14 avsnitt och fick aldrig någon andra säsong. Hon skulle 2012 återvända till teatern där hon syntes i en uppsättning av Shakespeares En midsommarnattsdröm. Hon skulle samma år medverka i perioddramat Bel Ami tillsammans med Robert Pattinson där hon pratade med brittisk accent. Filmkritikern Roger Ebert skrev "Överraskningen för mig är Ricci som här blomstrar i varm mognad. Hennes karaktär gör misstaget att faktiskt älska Georges. Detta involverar ren skådespelartalang då Pattinson ger henne så lite att arbeta med." Hon skulle sedan göra en del röstarbeten i animerade filmer som Smurfarna 2 (2013), The Hero of Color City (2014) och Teen Titans: The Judas Contract (2017).
Däremellan skulle hon även porträttera Lizzie Borden, som misstänktes för att ha mördat sin far och sin styvmor 1892, i både filmen Lizzie Borden Took an Ax (2014) och TV-serien The Lizzie Borden Chronicles (2015). Vanity Fair tyckte Ricci: "var född att spela en 1800-tals yxmördare". För TV-serien blev hon nominerad till en Screen Actors Guild Award för bästa skådespelare i en miniserie. Hon skulle även porträttera Zelda Fitzgerald, fast i en något fiktiv version i TV-serien Z: The Beginning of Everything (2017). Ricci som producent för serien gav sig själv rollen. "Jag har aldrig någonsin fått en sådan här roll och jag skulle normalt sett inte fått den heller... man ser inte på mig så. Man faller ner i kategorier och jag var aldrig en romantisk huvudroll. Jag kunde aldrig få fem personer i ett rum att enas om att jag är den romantiska huvudrollen. Jag kunde få en person, men det är alltid mer än en person vars åsikt räknas" sa hon i en intervju. Ricci skulle sedan spela en kvinna med bipolär sjukdom i Distorted (2018), filmen fick blandade recensioner men Ricci skulle ses som höjdpunkten.

### Yellowjackets
Ricci skulle medverka tillsammans med Christopher Walken i det biografiska dramat Percy (2020). Hon skulle återförenas med syskonen Wachowski i The Matrix Resurrections (2021). Samma år skulle hon synas i den kritikerrosade TV-serien Yellowjackets där hon spelade Misty Quigley, en roll hon fick mycket beröm för och en nominering till en Emmy för Bästa kvinnliga biroll i en dramaserie. Hon syntes sedan i den övernaturliga thrillern Monstrous (2022) som fick ett blandat mottagande. Screen Rant skulle däremot om Ricci skriva: "Nyckeln till filmens framgång vilar helt på hennes axlar". Hon skulle samma år återförenas med regissören Tim Burton och Familjen Addams i Netflixserien Wednesday. Jenna Ortega tog över Riccis gamla roll som titelkaraktären och hon skulle istället spela Marilyn Thornhill, en av Wednesdays lärare. Ricci har nämnt att hon är stolt över Ortegas insats och hade inga problem att lämna över "facklan" åt henne. Serien skulle bli en stor tittarsuccé.

## Anseende
Ricci blev, förutom en tonårsidol, även utsedd till goth efter sitt arbete med Familjen Addams och sina andra "mörka" och "udda" karaktärer. Regissören Tim Burton beskrev henne med "tvetydiga kvalitéer": "Hon tittar på dig och du får en direkt känsla, men du är inte säker på vad känslan är". Ricci berättade 2022 att rollsättningsagenter ofta var motvilliga att placera henne i specifika projekt när hon var yngre. "Då gjorde jag många indiefilmer för att i storfilmer fanns det fortfarande kvinnliga huvudrolls-standards som jag inte passade i. Mina agenter brukade säga att jag behöver vara försiktig så jag inte blir en karaktärsskådespelare. Om vi inte är försiktiga kommer du sluta som Jennifer Jason Leigh, men jag var liksom 'Jag gillar henne'. De var så rädda för att jag inte var en kvinnlig huvudroll, att jag inte var sexuellt attraktiv för folk."

## Privatliv

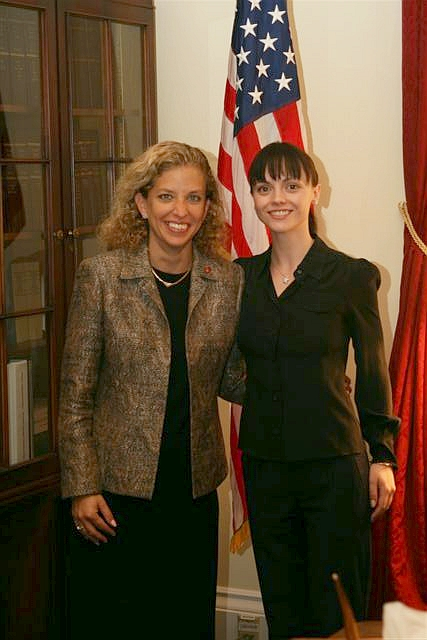
Ricci tillsammans med kongresskvinnan Debbie Wasserman Schultz, 2007.

Ricci träffade komikern och skådespelaren Owen Benjamin 2008, under inspelningen av All's Faire In Love (2009). De förlovade sig i mars 2009 men skulle bryta upp två månader senare. När hon 2012 arbetade med serien Pan Am träffade hon filmteknikern James Heerdegen. De förlovade sig i februari 2013 och gifte sig i oktober samma år. De fick en son 2014. Paret skilde sig 2021 efter att Ricci anklagat Heerdegen för psykisk och fysisk misshandel, som bland annat skedde framför deras son. Under 2020 hade polisen åkt ut på ett larm hem till paret, Heerdegen blev inte arresterad men fick besöksförbud från Ricci. Strax därefter ansökte Ricci om skilsmässa och rätten tilldelade henne vårdnaden av deras son. Hon är sedan oktober 2021 gift med hårstylisten Mark Hampton. I december samma år fick paret en dotter.
Ricci har varit öppen om sina problem med ångest och anorexi. Ricci är flitigt avprotätterad av konstnären Mark Ryden och förekommer i många av hans tavlor. Ricci har därför av flera publikationer ansetts vara en av Rydens "musor".
Ricci har varit talesperson för Rape, Abuse & Incest National Network (RAINN) sedan 2007. Ricci blev av djurrättsorginisationen PETA utsedd till "värst klädd" 2006 efter att hon på ett omslag av tidningen W bar en rådjurspäls. Sedan dess har hon aldrig burit någon djurpäls.

## Filmografi

### Film
| År   | Titel                                       | Roll                  | Notering       |
| ---- | ------------------------------------------- | --------------------- | -------------- |
| 1990 | Kärleksfeber                                | Kate Flax             |                |
| 1991 | Ett tufft jobb                              | Bonnie                |                |
| 1991 | Familjen Addams                             | Wednesday Addams      |                |
| 1993 | Älska igen!                                 | Jessica               |                |
| 1993 | Den heliga familjen Addams                  | Wednesday Addams      |                |
| 1995 | Casper                                      | Kathleen "Kat" Harvey |                |
| 1995 | Nu och för alltid                           | Roberta Martin        |                |
| 1995 | Guldgrävarna                                | Beth Easton           |                |
| 1996 | Horungen                                    | Dee Dee               |                |
| 1996 | The Last of the High Kings                  | Erin                  |                |
| 1997 | Little Red Riding Hood                      | Rödluvan              | Kortfilm       |
| 1997 | Katten också                                | Patti Randall         |                |
| 1997 | The Ice Storm                               | Wendy Hood            |                |
| 1998 | The Opposite of Sex                         | Dede Truitt           |                |
| 1998 | Buffalo '66                                 | Layla                 |                |
| 1998 | Fear and Loathing in Las Vegas              | Lucy                  |                |
| 1998 | Små soldater                                | Gwendy Doll           | Röstroll       |
| 1998 | Pecker                                      | Shelley               |                |
| 1998 | I Woke Up Early the Day I died              | Tonårsprostituerad    |                |
| 1998 | Desert Blue                                 | Ely Jackson           |                |
| 1999 | 200 Cigarettes                              | Val                   |                |
| 1999 | No Vacancy                                  | Lillian               |                |
| 1999 | Sleepy Hollow                               | Katrina Van Tassel    |                |
| 2000 | Bless the Child                             | Cheri Post            |                |
| 2000 | The Man Who Cried                           | Suzie                 |                |
| 2001 | All Over the Guy                            | Rayna Wyckoff         |                |
| 2001 | Prozac Nation                               | Elizabeth Wurtzel     |                |
| 2002 | Pumpkin                                     | Carolyn McDuffy       | Även producent |
| 2002 | The Laramie Project                         | Romaine Patterson     | TV-film        |
| 2002 | Miranda                                     | Miranda               |                |
| 2003 | The Gathering                               | Cassie Grant          |                |
| 2003 | Anything Else                               | Amanda Chase          |                |
| 2003 | I Love Your Work                            | Shana                 |                |
| 2003 | Monster                                     | Selby Wall            |                |
| 2005 | Cursed                                      | Ellie Myers           |                |
| 2006 | Penelope                                    | Penelope Wilhern      |                |
| 2006 | Black Snake Moan                            | Rae Doole             |                |
| 2006 | Home of the Brave                           | Sarah Schivino        |                |
| 2008 | Speed Racer                                 | Trixie                |                |
| 2008 | New York, I Love You                        | Camille               |                |
| 2009 | All's Faire In Love                         | Kate                  |                |
| 2009 | After.Life                                  | Anna Taylor           |                |
| 2010 | Alpha och Omega                             | Lilly                 | Röstroll       |
| 2011 | California Romanza                          | Lena                  | Kortfilm       |
| 2011 | Bucky Larson: Born to Be a Star             | Kathy McGee           |                |
| 2012 | Bel Ami                                     | Clotilde de Marelle   |                |
| 2012 | War Flowers                                 | Sarabeth Ellis        |                |
| 2013 | Smurfarna 2                                 | Vexy                  | Röstroll       |
| 2013 | Around the Block                            | Dino Chalmers         |                |
| 2014 | Lizzie Borden Took an Ax                    | Lizzie Borden         | TV-film        |
| 2014 | The Hero of Color City                      | Yellow                | Röstroll       |
| 2016 | Mothers and Daughters                       | Rebecca               |                |
| 2017 | Teen Titans: The Judas Contract             | Terra                 | Röstroll       |
| 2018 | Distorted                                   | Lauren Curran         |                |
| 2019 | Escaping the Madhouse: The Nellie Bly Story | Nellie Bly            | TV-film        |
| 2020 | 10 Things We Should Do Before We Break Up   | Abigail               |                |
| 2020 | Percy                                       | Rebecca Salcau        |                |
| 2020 | Here After                                  | Scarlett              |                |
| 2021 | The Matrix Resurrections                    | Gwyn de Vere          |                |
| 2022 | Monstrous                                   | Laura                 |                |
| 2024 | Child Star                                  | Sig själv             |                |

### TV
| År        | Titel                          | Roll                             | Notering                                  |
| --------- | ------------------------------ | -------------------------------- | ----------------------------------------- |
| 1990      | H.E.L.P                        | Olivia                           | Avsnitt: "Are You There, Alpha Centauri?" |
| 1996      | The Simpsons                   | Erin                             | Röstroll, avsnitt: "Summer of 4 Ft. 2"    |
| 1998      | Bug City                       | Värd                             | 13 avsnitt                                |
| 1999      | Saturday Night Live            | Värd                             | Avsnitt: "Christina Ricci / Beck"         |
| 2002      | Malcolm – Ett geni i familjen  | Kelly                            | Avsnitt: "Company Picnic: Part 1"         |
| 2002      | Ally McBeal                    | Liza Bump                        | 7 avsnitt                                 |
| 2005      | Joey                           | Mary Teresa                      | Avsnitt: "Joey and the Fancy Sister"      |
| 2006      | Grey's Anatomy                 | Hannah Davies                    | 2 avsnitt                                 |
| 2009      | Saving Grace                   | Abby Charles                     | 3 avsnitt                                 |
| 2011-2012 | Pan Am                         | Margaret "Maggie" Ryan           | 14 avsnitt                                |
| 2012      | The Good Wife                  | Therese Dodd                     | Avsnitt: "Anatomy of a Joke"              |
| 2015      | The Lizzie Borden Chronicles   | Lizzie Borden                    | 8 avsnitt, även producent                 |
| 2017      | Z: The Beginning of Everything | Zelda Fitzgerald                 | 10 avsnitt, även producent                |
| 2020      | 50 States of Fright            | Bitsy                            | Avsnitt: "Red Rum"                        |
| 2021      | Rick and Morty                 | Princess Poñeta / Kathy Ireland  | Röstroll, avsnitt: "Rickdependence Spray" |
| 2021-     | Yellowjackets                  | Misty Quigley                    | 20 avsnitt                                |
| 2022      | Wednesday                      | Marilyn Thornhill / Laurel Gates | 8 avsnitt                                 |
| 2024      | Batman: Caped Crusader         | Catwoman / Selina Kyle           | Avsnitt: "Kiss of the Catwoman"           |

### Teater
| År   | Titel                 | Roll   | Teater                             |
| ---- | --------------------- | ------ | ---------------------------------- |
| 2010 | Time Stands Still     | Mandy  | Cort Theatre, New York             |
| 2012 | En midsommarnattsdröm | Hermia | East 13th Street Theatre, New York |